# Курмангази (Атирауська міська адміністрація)
Курмангази́ (каз. Құрманғазы) — село у складі Атирауської міської адміністрації Атирауської області Казахстану. Входить до складу Атирауського сільського округу.
Населення — 2007 осіб (2021; 2015 у 2009, 1088 у 1999, 1374 у 1989).